# Île Dauphine
Cet article concerne l'île de l'archipel des Kerguelen. Pour l'île qui portait autrefois le même nom, voir Madagascar.
L'île Dauphine est une île française de l'archipel des Kerguelen située dans l'océan Indien au nord de la Grande Terre. Elle forme un ensemble appelé îles Leygues avec l'île de Castries, encore plus au nord.